# 江南 (动画电影)
《江南》（Kiangnan 1894）是由吴晓刚执导的的动画电影，於2019年9月27日在中国大陆上映。讲述了清末民初的上海，一位少年加入江南制造局学徒后逐渐成长后为国家制造军械的故事。电影由上海尚世影业有限公司出品，上海中船文化传媒有限责任公司联合出品。